# Cheirolophus crassifolius
Cheirolophus crassifolius — вид квіткових рослин з родини айстрових (Asteraceae). Епітет crassifolius означає «товстолистий».

## Біоморфологічна характеристика
Це багаторічний кущ. Висота від 20 до 80 сантиметрів. Стебло коротке. Блискучі зелені листки на коротких ніжках майже всі в прикореневій розетці. Вони мають довжину від 5 до 7 сантиметрів, і ширину 1.5 сантиметра, від зворотно ланцетних до лопатчатих і чітко м'ясисті, краї гладкі чи зубчасті. Стеблові листки лінійно-лопатоподібні й менші. Суцвіття від 2 до 2.5 см у діаметрі. Приквітки цілі, шкірясті. Трубчасті квіточки пурпурного чи білого кольору, зовнішні стерильні. Плоди в довжину від 6 до 8 мм, безволосі сім'янки. 2n = 30. Період цвітіння: березень — вересень.

## Середовище проживання
Ендемік а. Мальта: о. Мальта, Гоцо, скеля Фунгус. Вважається палеоендеміком. Обмежується кораловими вапняковими приморськими скелями та осипами, росте на повному сонці.

## Використання
Це національна рослина Мальти.

## Загрози й охорона
У виду є ряд загроз. По-перше, рідко можна знайти молоді рослини цього довгоживучого виду, можливо, через те, що личинки невідомої молі нападають на плоди, що розвиваються. По-друге, місце проживання перебуває під загрозою видобутку каменів, оскільки крихкі валунні скелі руйнуються від хвилі тиску, від вибухів поблизу динаміту. По-третє, низка місць зростання постраждала від людського впливу, особливо ті, які є найлегше доступними. Нарешті, вид, навіть у недоступних місцях перебуває під загрозою через інтродуковані чужорідні види рослин, зокрема Opuntia ficus-indica, Agave americana та Carpobrotus edulis.
На міжнародному рівні цей вид внесений до Додатку II Оселищної директиви. На національному рівні він охороняється Регламентом про охорону флори та фауни.

## Галерея

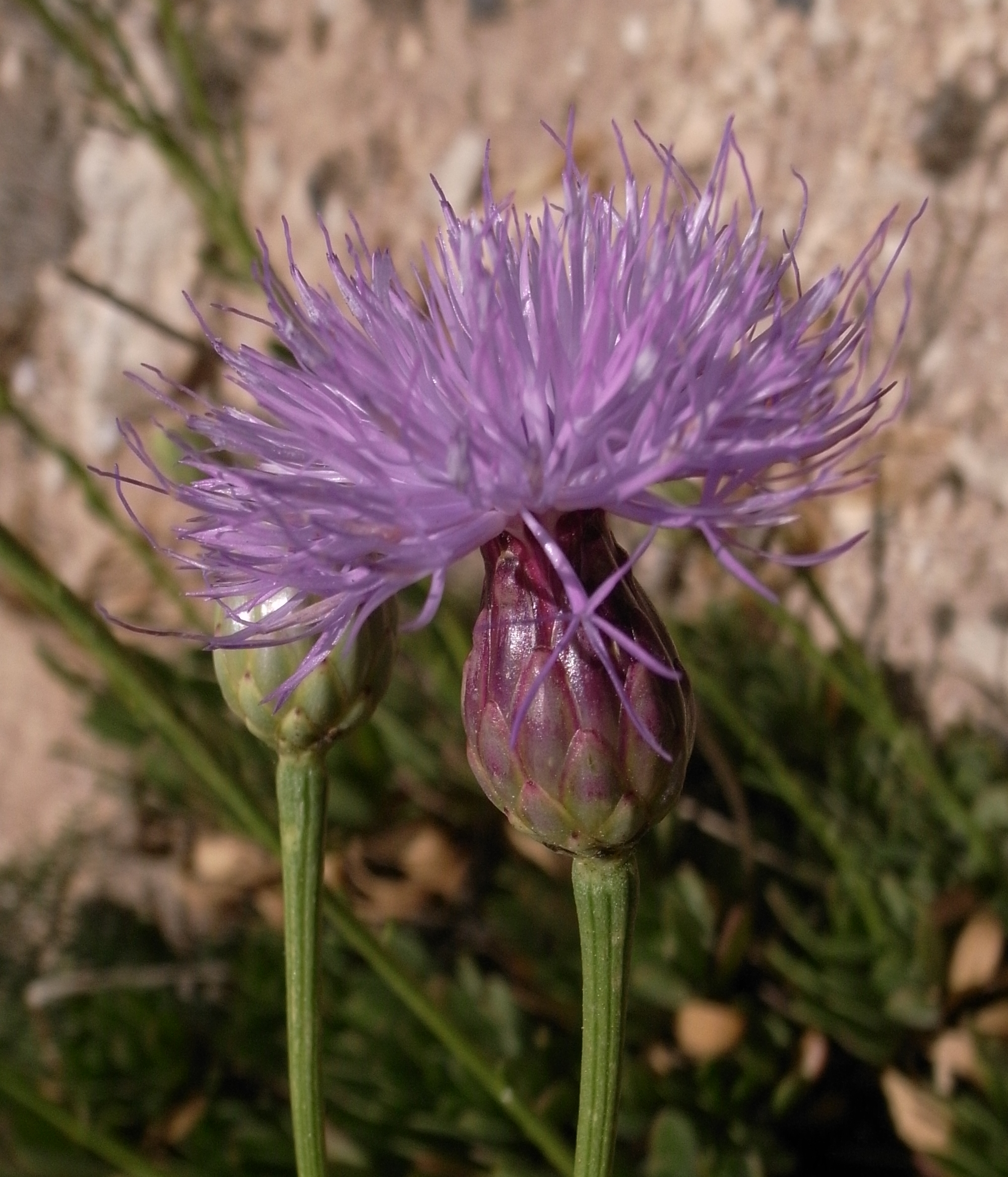
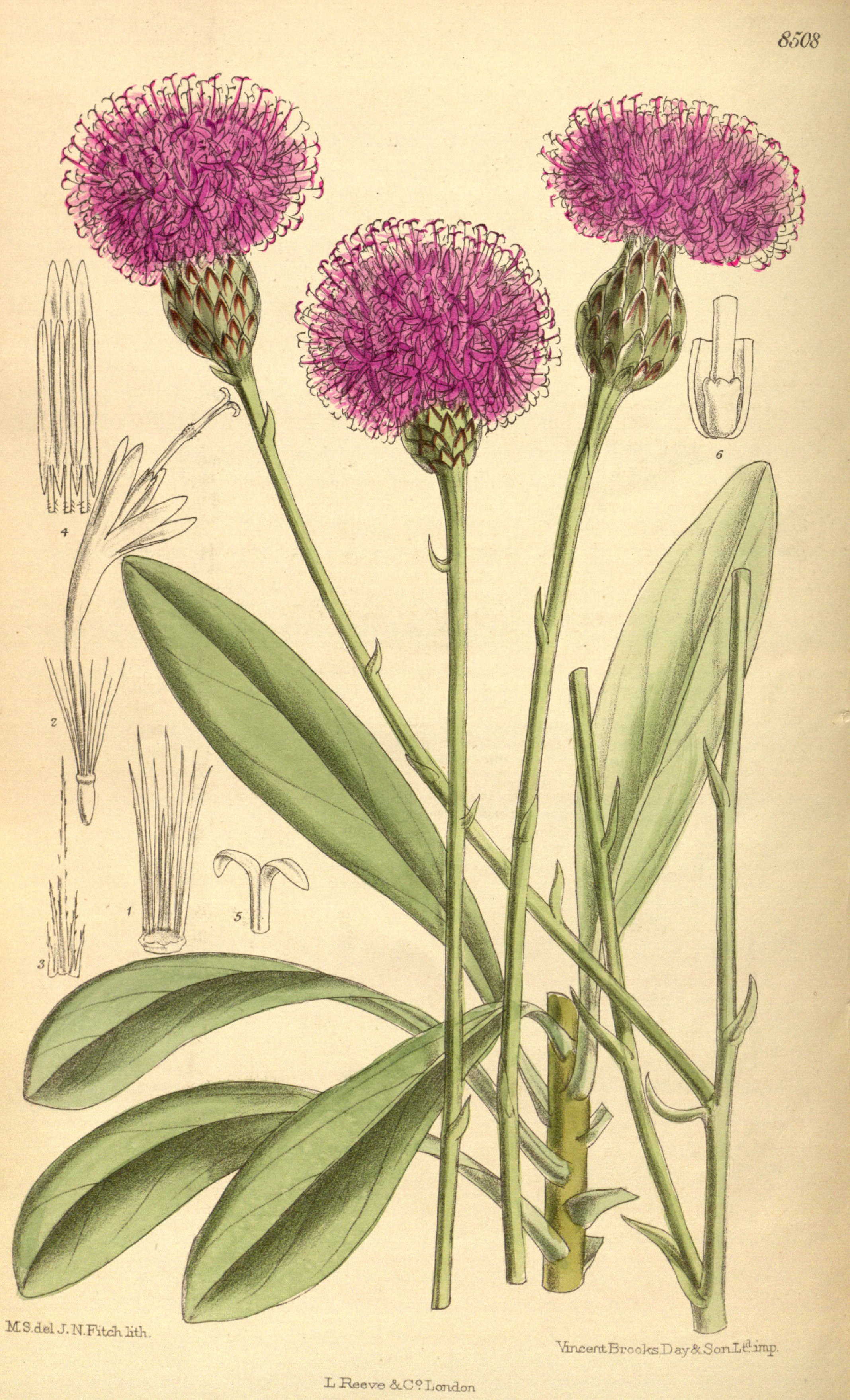